# Александър I Македонски
Вижте пояснителната страница за други личности с името Александър.
Александър I Македонски (на старогръцки: Ἀλέξανδρος ὁ Μακεδών) е цар на Древна Македония през 498 – 454 пр. Хр.

## Живот
Син е на цар Аминта I от династията Аргеади.
Според Херодот преди управлението си той е противник на Персия и нарежда убийството на пратениците на персийския цар Дарий I, които по време на Йонийското въстание идват в двора на баща му. При инвазията на Гърция от сина на Дарий Ксеркс I той се подчинява на персийците и е посланик на персийския щатхалтер Мардоний при мирните преговори след персийската загуба в битката при Саламис през 480 пр. Хр. Той обаче помага често на гърците и ги предупреждава за плановете на Мардоний преди битката при Платея от 479 пр. Хр. След края на Персйските войни Александър добива обратно независимостта на Македония.
Александър се смята за потомък на гърците от Аргос и затова му е разрешено да участва в Олимпийските игри, което за „варварски“ цар е голяма чест. Той устройва своя двор по атински пример и помага на поета Пиндар.
След него цар на Македония става синът му Алкет II.

## Деца
- Алкет II
- Пердика II
- Филип
- Стратоника